# 랄로 (인터넷 방송인)
랄로(본명: 김찬호, 1994년 6월 8일~)는 대한민국의 인터넷 방송인이다. 2023년, 유튜브 100만 구독자를 달성하였으며 유튜브 골드 플레이버튼을 받았다.